# وزارت محیط زیست (اسپانیا)
وزارت انتقال زیست محیطی و چالش جمعیتی (MITECO) (انگلیسی: Ministry of Environment) بخشی از دولت اسپانیا است که مسئول توسعه سیاست دولت در زمینه مبارزه با تغییرات اقلیمی، پیشگیری از آلودگی، حفاظت از میراث طبیعی، تنوع زیستی، جنگل‌ها، دریا، آب و انرژی برای یک مدل اجتماعی بوم‌شناختی و تولید بیشتر است. به همین ترتیب، تدوین و توسعه سیاست دولت در برابر چالش‌های جمعیتی کشور مانند پیری جمعیت، کاهش جمعیت، اثرات شناور جمعیت و غیره را بر عهده دارد. وظایف این وزارتخانه در کادر قوانین ملی تدوین شده در مورد آب‌ها و سواحل، محیط زیست، تغییرات اقلیمی، هواشناسی و اقلیم شناسی تعریف شده و شامل موارد زیر است: مدیریت مستقیم حوزه عمومی هیدرولیک (انواع آب‌های سطحی و زیرزمینی)، حوزه عمومی دریا و خشکی (آب‌های سرزمینی، آب‌های داخلی، منابع طبیعی، مناطق انحصاری اقتصادی، فلات قاره و سواحل)، نماینده پادشاهی در سازمان‌های بین‌المللی مرتبط با این موضوعات، هماهنگی اقدامات لازم برای همکاری و توافق در طراحی و اجرای تمام سیاست‌هایی که بر حوزه اختیارات مناطق و سایر ادارات دولتی تاثیر‌گذار است و تشویق مشارکت آن‌ها از طریق نهادها و ابزارهای مناسب برای همکاری.
ریاست MITECO بر عهده وزیر محیط زیست است که به درخواست نخست وزیر توسط پادشاه منصوب می‌شود. از دیگر مقامات عالی‌رتبه این وزارتخانه می‌توان به وزیر انرژی، وزیر محیط زیست، دبیر‌کل چالش‌های جمعیتی و معاون این وزارتخانه اشاره کرد. وزیر فعلی از سال ۲۰۱۸ ترزا ریبرا است.

## تاریخچه
تاریخچه سیاست‌های زیست‌محیطی در اسپانیا به قرن هجدهم برمی‌گردد، زمانی که قوانین حفاظت و افزایش کوه‌های دریایی و حفاظت از جنگل‌ها و درختکاری‌ها (۱۷۴۸) اعلام شد.
فرمان سلطنتی ۹ نوامبر ۱۸۳۲ به وزارت فواید عمومی که به تازگی ایجاد شده بود، صلاحیت کاشتن و حفاظت از کوه‌ها و درختان و همچنین کارهای آبیاری و زهکشی زمین‌های باتلاقی را اعطا کرد. یک سال بعد، اداره کل جنگل‌ها، اولین اداره‌ای که به حفاظت از طبیعت اختصاص داشت، ایجاد شد.

### تاسیس وزارت محیط زیست
در قرن بیستم، صلاحیت‌ها و سیاست‌های مربوط به محیط ‌زیست شرایط متفاوتی داشت. مجموعه صلاحیت‌های آن در نهادهایی مانند وزارت توسعه، کشاورزی و نهاد ریاست جمهوری ادغام شده بود. در سال ۱۹۹۳ «وزارت فواید عامه، ترابری و محیط زیست» ایجاد شد یعنی وزارتی که موضوع محیط زیست نیز در آن قرار داشت. در سال ۱۹۹۶ در دوران ریاست جمهوری خوزه ماریا ازنار بود که وزارت مستقلی به نام محیط زیست تشکیل گردید.